# Stenico
Stenico (Sténech in trentino) è un comune italiano di 1 184 abitanti della provincia autonoma di Trento. Secondo Natale Bottazzi, Stenico era il centro del popolo ligure degli Stoni (Stoeni vicus), e da essi prese il nome.

## Geografia fisica

### Territorio
Stenico è situato alle falde meridionali delle Dolomiti di Brenta ed è suddiviso in due sezioni distinte. Stenico I comprende l'abitato, le frazioni e tutta la campagna fino al fiume Sarca, ovvero la parte occidentale del monte Valandro e gran parte della val d'Algone Stenico II è invece costituita principalmente dalla val d'Agola dalle località Grual, dalla zona dei Fracingli con le vallecole denominate val Stretta e parte della val Larga. Assai frequentata dagli escursionisti è la val Nardis che porta alla Vedretta di Vallagola dove è ubicato il rifugio fratelli Garbari ai XII Apostoli ( 2489 m s.l.m.).
Nel territorio comunale di Stenico si trovano le cascate del Rio Bianco (con il giardino botanico del parco naturale provinciale dell'Adamello-Brenta). A Nord del paese si può inoltre trovare l'Arca di Fraporte, un ponte naturale nella roccia dalle notevoli dimensioni (50x30 metri circa).
Presso la località "Ponte dei Servi", comincia un sentiero che scende presso il canyon del Limarò.

## Storia
Il nome Stenico ha origini antiche che precedono la conquista romana delle zone alpine. Gli scrittori greci e latini narrano del popolo degli Stoni che abitavano il territorio corrispondente alle attuali Giudicarie, non è da escludere che il loro capoluogo Stonos corrisponda all'attuale Stenico. I reperti più antichi venuti alla luce durante la campagna di scavi in località Calferi risalgono all'età del bronzo medio (XV secolo a.C.) ma non mancano testimonianze anche dei periodi successivi come nell'età del bronzo finale e nell'età del ferro.
In testimonianza della presenza romana a Stenico, si trovò l'epigrafe del veterano M. Ulpio Bellico assieme a moltissime monete romane.
Stenico fu sede nel corso dell'Ottocento del giudizio distrettuale e degli uffici del censo e forestale. Durante il periodo di governo austriaco, nonostante la sua posizione periferica, fu il centro politico delle Giudicarie Esteriori a tal punto che «presenta naturalmente un ambiente burocratico che lo differenzia da tutti gli altri paesi della valle. Il Castello naturalmente vi occupa la posizione più amena e romantica, e da qui si prospetta come in vasto panorama gran parte della valle; su quest'altura fuvvi al certo un arce romana (rocca) sopra la quale si rifece il presente fabbricato in epoca posteriore, ove i P. Vescovi di Trento tenevano un Luogotenente per tutte le 7 Pievi».
I paesi del comune di Stenico furono colpiti nel corso del XIX da numerosi incendi: in particolare si ricordano quelli di Seo del 1862 e del 1884,quello di Villa Banale del 19 aprile 1858. La parte alta del paese di Stenico fu invece distrutta dalle fiamme nella notte tra il 19 e il 20 agosto 1863, mentre quello del 1914 decretò la fine dei caratteristici tetti di paglia.

### Simboli
Lo stemma e il gonfalone sono stati concessi con regio decreto del 26 aprile 1930.
rosso al cervo rampante d'oro. Lo scudo sarà fregiato della corona del Comune. Il gonfalone della foggia regolamentare, è formato da un drappo rosso caricato dello Stemma comunale.»
Le prime informazioni di uno stemma civico del comune di 
Stenico risalgono al 1894 quando, il museo Ferdinandeum di 
Innsbruck chiese con lettera del 10 aprile 1894 una descrizione dello stemma comunale per un'indagine riguardante gli stemmi araldici esistenti in Tirolo. In data 14 aprile 1894 il comune rispose: «Lo stemma di questo Municipio è rappresentato da Castello che maestoso si erge a mezzodì del paese ed i colori sono i naturali colori del Castello stesso con delle larghe palme di edera che si arrampicano lungo le muraglie; non consta poi da chi lo stesso sia stato accordato.» Nel 1913 il Comune adottò un nuovo stemma sul quale campeggiava 
la torre dell'antico castello di Stenico sorto su resti romani, sormontato dall'aquila di Trento: Scudo partito: il 1º d'azzurro, al Castello d'argento, turrito, merlato, finestrato ed aperto del campo, poggiato sul monte di tre cime di verde; il 2º di rosso, fasciato di argento, all'aquila di nero, armata ed imbeccata d'oro, e al gambo di trifoglio di oro in forma di fascia su ambo i lati. Nella prima partizione il castello ricordava il Castello di Stenico, sede delle antiche giurisdizioni, nella seconda la Signoria dei principi vescovi di Trento e quella degli Arciduchi d’Austria e Conti di Tirolo (7 gennaio 1913).
Il 27 aprile 1928 il Comune presentò una domanda alla regia 
Prefettura di Trento per ottenere l'autorizzazione di poter far uso dello stemma e del gonfalone d'anteguerra concesso dal governo austriaco. Altra domanda venne inoltrata alla Soprintendenza all'Arte Medievale e Moderna di Trento presso il Castello del Buonconsiglio. Nella risposta del 19 novembre 1928 la Soprintendenza suggerì di 
realizzare un nuovo stemma che si rifacesse tuttavia "ai ricordi del 
passato" a questo proposito il funzionario precisò che "questo Museo Nazionale possiede un sigillo di Alberto di Stenico del secolo XIII. Questo da una parte reca un leone alato dall'altro un cervo rampante. Il leone alato probabilmente era l'emblema personale di Alberto e della sua famiglia; il cervo rappresentava lo stemma della Sua Signoria valle a dire del castello e comune di Stenico" come precisato dalla Soprintendenza. Alberto fu uno dei più importanti e fedeli vassalli vescovili. Egli morì nel 1212 poco più che quarantenne, tuttavia è noto che portò a compimento l'imponente palazzo romanico (denominato Palazzo nuovo o di Alberto) che domina il lato nord del Castello di Stenico, accanto a quello vescovile. Il Soprintendente specifica inoltre che "il cervo anticamente non era raro da codeste parti. Mi consta anzi che il Signor Luigi Rigotti di S. Lorenzo possiede tuttora le corna dell'ultimo cervo del Trentino 
ucciso nel 1811 da suo nonno. Riesumare tale emblema mi pare più che ragionevole; un cervo rampante d'oro in campo verde sarebbe quindi lo stemma più idoneo per Stenico."
Il podestà in data 20 agosto 1928 inviò al capo del Governo in Roma tramite la Prefettura di Trento il bozzetto dello stemma e gonfalone con preghiera di provvedere alla legalizzazione. 
L'atto conclusivo è del 4 febbraio 1932 quando il re Vittorio 
Emanuele pose la sua firma e rese ufficiale il nuovo stemma 
comunale che ricalcava l'emblema di Alberto di Stenico. La descrizione dello stemma araldico è la seguente: «Stemma di
rosso al cervo rampante d’oro. Lo scudo sarà fregiato della corona 
del Comune. Il gonfalone della foggia regolamentare, è formato da un drappo rosso caricato dello Stemma comunale. Di tale provvedimento sarà preso nota nel libro araldico degli Enti morali. Dato a Roma addì 4 del mese di febbraio 1932, trentesimo terzo del nostro Regno.»

## Monumenti e luoghi d'interesse

### Architetture religiose
- Chiesa della Dedicazione di San Michele Arcangelo nella frazione di Seo
- Chiesa dei Santi Pietro e Paolo nella frazione di Sclemo
- Cappella di San Rocco a Stenico
- Chiesa della Santissima Trinità nella frazione di Villa Banale
- Chiesa delle Sante Margherita e Lucia nella frazione di Premione
- Chiesa di San Sisto nella frazione Villa Banale
- Chiesa di San Vigilio a Stenico

### Architetture militari

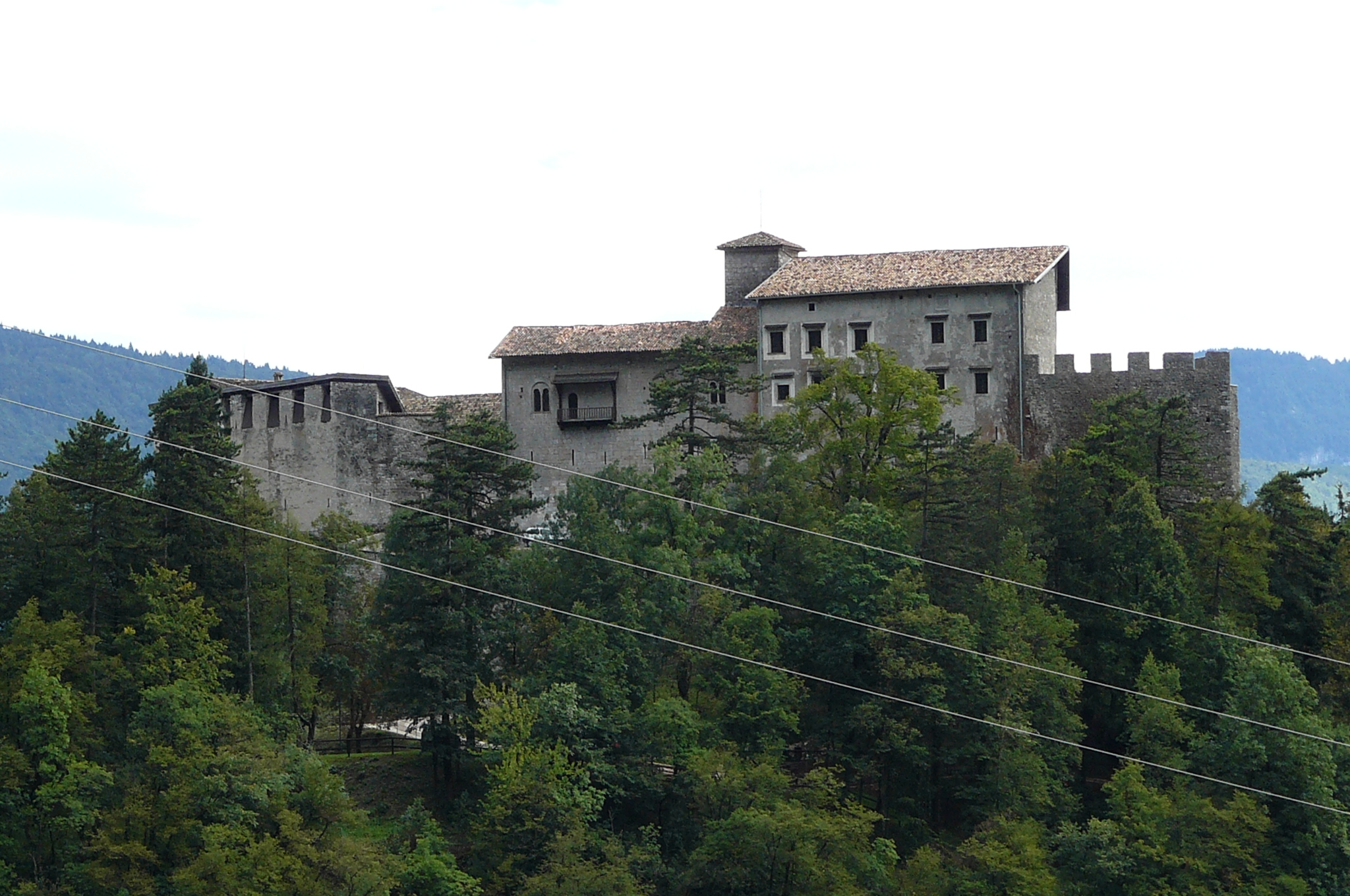
Il castello di Stenico

Nella parte orientale del paese, si trova il castello di Stenico, che risale al XII secolo ma legato ad un preesistente castelliere preistorico. Ebbe il maggior splendore sotto i Principi Vescovi infatti fu oggetto di continui ampliamenti e modifiche che lo trasformarono in una pregevole residenza vescovile. Per quasi otto secoli fu occupato da un Capitano e dai luogotenenti che, in nome del Principe vescovo di Trento, esercitavano la funzione di massima autorità politico-amministrativa nel territorio giudicariese. Il nucleo più antico si eleva nella famigerata "torre della fame" dove i prigionieri venivano condannati a morire di stenti. Il castello fu quindi per lunghi secoli il centro politico, amministrativo e giudiziario dell'intera valle.
Esso rientra nel circuito delle esposizioni museale del castello del Buonconsiglio a Trento.

## Società

### Evoluzione demografica
Abitanti censiti

## Geografia antropica
La circoscrizione territoriale ha subito le seguenti modifiche: nel 1928 aggregazione di territori dei soppressi comuni di Premione, Sclemo, Seo e Villa Banale.

## Amministrazione
| Periodo | Periodo    | Primo cittadino | Partito                    | Carica  | Note |
| ------- | ---------- | --------------- | -------------------------- | ------- | ---- |
| 1985    | 1990       | Bruno Diprè     | Democrazia Cristiana       | Sindaco |      |
| 1990    | 1991       | Ezio Sebastiani | Democrazia Cristiana       | Sindaco |      |
| 1991    | 1994       | Michele Sicheri | Partito Comunista Italiano | Sindaco |      |
| 1994    | 1995       | Ezio Sebastiani | Partito Popolare Italiano  | Sindaco |      |
| 1995    | 2000       | Ezio Sebastiani | Partito Popolare Italiano  | Sindaco |      |
| 2000    | 2005       | Ezio Sebastiani | Lista civica (Centro)      | Sindaco |      |
| 2005    | 2010       | Ezio Sebastiani | Lista civica (Centro)      | Sindaco |      |
| 2010    | 2015       | Monica Mattevi  | Lista civica               | Sindaco |      |
| 2015    | 2020       | Monica Mattevi  | Lista civica               | Sindaco |      |
| 2020    | 2025       | Monica Mattevi  | Lista civica               | Sindaco |      |
| 2025    | "In corso" | Mirko Failoni   | Lista civica               | Sindaco |      |